# فیلم موتورسوار یاغی

«وحشی» با شرکت مارلون براندو تأثیر فراوانی در رشد و محبوبیت فیلم‌های موتورسوار یاغی داشت

موتورسوار یاغی (انگلیسی: Outlaw biker film) زیرگونه‌ای از فیلم‌های سودجوست که شخصیت اصلی‌شان یک موتورسوار شورشی و معمولاً عضوی از باشگاه موتورسواران یاغی است.